# 植廉贵
丹斯里植廉贵（？—），马来西亚退休政治人物、曾是马华公会党员，并曾担任马华总财政、马华吉打州联委会主席等职位。《星洲日报》形容他为马华第六任总会长林良实的左右手。

## 事件

### 辞马华总财政
2004年3月24日，植廉贵将辞呈的信函交到时任马华总会长黄家定的办公室以辞去马华总财政职。他同时也卸下马华大厦有限公司的董事身份。

### 退出马华
2009年9月3日，植廉贵称本身在该年7月26日已正式退出马华。他在9月4日透露因对马华吉打州领袖感到彻底失望而选择退党。

## 家庭
- 女儿：植慧芬[3]